# Züleyxa Seyidməmmədova
Züleyxa Mir Həbib qızı Seyidməmmədova (in russo Зулейха Мир-Габиб кызы Сеидмамедова?, Zulejcha Mir-Gabib kyzy Seidmamedova; Baku, 22 marzo 1919 – Baku, 10 novembre 1994) è stata un'aviatrice, militare e politica sovietica di etnia azera, che è stata una delle prime donne pilota dell'Azerbaigian e la prima donna azera a volare in combattimento.

## Biografia
Seyidməmmədova nacque a Baku il 22 marzo 1919. Ottenne la licenza di pilota nel 1935 in un'associazione di volo nella sua città natale e successivamente presso l'accademia aeronautica di Žukovskij, vicino a Mosca. Nel 1938 divenne ingegnere petrolchimico, ma scelse di perseguire l'aviazione come carriera principale.
Durante la seconda guerra mondiale è stata la navigatrice reggimentale del 586º Reggimento dell'Aviazione da combattimento, uno dei tre reggimenti militari femminili dell'aviazione costituiti da Marina Raskova. Durante la guerra, combatté in oltre 40 battaglie aeree e compì oltre 500 missioni. Durante la guerra avrebbe informato il commissario e Tamara Kazarinova, la comandante del suo reggimento, in merito agli atteggiamenti dei piloti nei confronti della loro leadership.
Dopo la guerra fu congedata e nel 1952 divenne Ministro della sicurezza sociale dell'Azerbaigian sovietico. Seyidməmmədova morì a Baku nel 1994.

## Onorificenze
- Ordine di Lenin
- Due Ordini della Bandiera rossa del lavoro
- Ordine della Guerra patriottica (2ª classe)
- Ordine della Stella rossa
- Due Ordini del distintivo d'onore